# 森章剛
森 章剛（もり しょうごう、1979年5月22日 - ）は、福岡県久留米市出身の元プロ野球選手（外野手）・プロ野球コーチである。右投両打。登録名を1998年から2001年までは「ショーゴー」、2002年の一時期は「章剛」としていた。

## 来歴・人物
長崎県長崎市で過ごしていた小学校6年生時にはソフトボールで全国優勝、中学から福岡県の久留米ボーイズで硬式野球を始める。藤蔭高等学校では高校通算75本塁打の記録をもつスラッガーとして活躍し、1997年のドラフトで2位指名を受け中日ドラゴンズに入団。入団当初は登録名を「ショーゴー」とし背番号も一桁の0が与えられていた。

### 中日時代
入団初年度の1998年の春季キャンプで腰を痛め、それをコーチやトレーナーに言い出せないうちに腰痛を悪化させてしまう。後に本人が語ったところでは「（当時は）走ることもバットを振ることもままならず、遠征カバンを持つだけで激痛が走るようになった」という。以後「再発が怖くて練習をセーブしたり、ちょっとでも違和感があると（練習を）やめるようになった」ということで、選手生活に大きな悪影響を与えた。
2001年は4月に二軍でウエスタン・リーグの月間MVPに選出されたほか、5月1日に東京ドームで開かれた対読売ジャイアンツ（巨人）戦で野村空生からプロ初本塁打を記録したが、この時は当時左打者登録でありながら右打席で立っており、史上6人目のプロ初球初打席初本塁打となった。しかしその後は伸び悩み、スイッチヒッター転向の試みもたびたび繰り返し背番号も40に降格した。
その間、2001年シーズンオフに本名の「森章剛」へ登録名変更しながら、翌2002年キャンプ直前に「章剛」へ登録名変更したものの、すでに「MORI（森）」の背ネームが入ったユニフォームが出来上がっていたため、すぐに本名に戻すというドタバタもあった。そのため、当時の名鑑などには登録名表記のバラつきが見られる。
2004年シーズン後半は守備固めとして一軍で起用され、9月26日から10月11日までの全試合でスタメン出場、10月1日からの試合は消化試合になったこともあってか主に「7番・ライト」として、自身シーズン最多の3本塁打を放ちリーグ優勝に貢献、日本シリーズも経験した。また一人でマジックナンバーを3つ減らす活躍を見せ、この活躍中で打った本塁打は2本、そのどちらもチームの勝利に繋がる一打だった。
2005年は一軍出場なしに終わり、10月に中日から金銭トレードで北海道日本ハムファイターズへ移籍。

### 日本ハム時代
2006年は一軍帯同を勝ち取ったものの一軍出場は叶わず、同年9月に移籍からわずか1年で戦力外通告を受けた。

### 引退後
その後は、社会人野球の沖データコンピュータ教育学院で外野手兼任コーチとして学生を指導したり、独立リーグに参加していた。
その後、愛知県に戻り2009年9月に、愛知県安城市内にお好み焼店「ショーゴー」を開店。2010年7月には岡崎市にも2号店となる「ホルモン焼 ショーゴー」を出店して飲食業を営んでいたが、愛知県岡崎市の「ホルモン焼 ショーゴー」はその数年後に閉店、安城市のお好み焼店「ショーゴー」も後に「焼肉 ショーゴー」へと衣替えしたが、こちらも2014年2月を以て閉店した。
2016年、岡崎市にてミズノ専門店MKスポーツを経営しながら小中学生の野球塾を開き、将来のプロ野球選手を育てる指導を行っている。また2016年の学生野球資格回復研修を受講した上で、翌2017年2月7日に日本学生野球協会より学生野球資格回復の適性認定を受けたことにより、学生野球選手への指導が可能となった。
2018年2月15日、同シーズンより女子プロ野球チームの愛知ディオーネのヘッドコーチに就任すると発表された。その後同年限りで退団。
愛知ディオーネ退団後は愛知県内で野球教室などを展開するBASEBALL ONEに講師として所属している。

## 詳細情報

### 年度別打撃成績
| 年 度     | 球 団     | 試 合 | 打 席 | 打 数 | 得 点 | 安 打 | 二 塁 打 | 三 塁 打 | 本 塁 打 | 塁 打 | 打 点 | 盗 塁 | 盗 塁 死 | 犠 打 | 犠 飛 | 四 球 | 敬 遠 | 死 球 | 三 振 | 併 殺 打 | 打 率 | 出 塁 率 | 長 打 率 | O P S |
| --------- | --------- | ----- | ----- | ----- | ----- | ----- | -------- | -------- | -------- | ----- | ----- | ----- | -------- | ----- | ----- | ----- | ----- | ----- | ----- | -------- | ----- | -------- | -------- | ----- |
| 2001      | 中日      | 18    | 36    | 32    | 3     | 6     | 2        | 0        | 1        | 11    | 6     | 0     | 2        | 0     | 0     | 3     | 0     | 1     | 11    | 0        | .188  | .278     | .344     | .622  |
| 2002      | 中日      | 34    | 77    | 71    | 5     | 15    | 3        | 0        | 1        | 21    | 5     | 0     | 0        | 0     | 0     | 5     | 0     | 1     | 21    | 1        | .211  | .273     | .296     | .569  |
| 2004      | 中日      | 10    | 34    | 32    | 4     | 7     | 0        | 0        | 3        | 16    | 6     | 0     | 0        | 0     | 0     | 2     | 0     | 0     | 14    | 1        | .219  | .265     | .500     | .765  |
| 通算：3年 | 通算：3年 | 62    | 147   | 135   | 12    | 28    | 5        | 0        | 5        | 48    | 17    | 0     | 2        | 0     | 0     | 10    | 0     | 2     | 46    | 2        | .207  | .272     | .356     | .628  |

### 記録
- 初出場：2001年5月1日、対読売ジャイアンツ4回戦（東京ドーム）、7回表にオジー・ティモンズの代走として出場
- 初打席・初安打・初本塁打・初打点：同上、9回表に野村空生から左中間へ3ラン　※史上42人目の初打席初本塁打（初球での達成は史上6人目）
- 初先発出場：2001年5月4日、対阪神タイガース7回戦（阪神甲子園球場）、7番・左翼手として先発出場

### 背番号
- 0 （1998年 - 2001年）
- 40 （2002年 - 2005年）
- 44 （2006年）
- 51 （2018年）

### 登録名
- ショーゴー （1998年 - 2001年）
- 森 章剛 （もり しょうごう、2002年、2003年 - 2006年）
- 章剛 （2002年）